# Peter Liggesmeyer

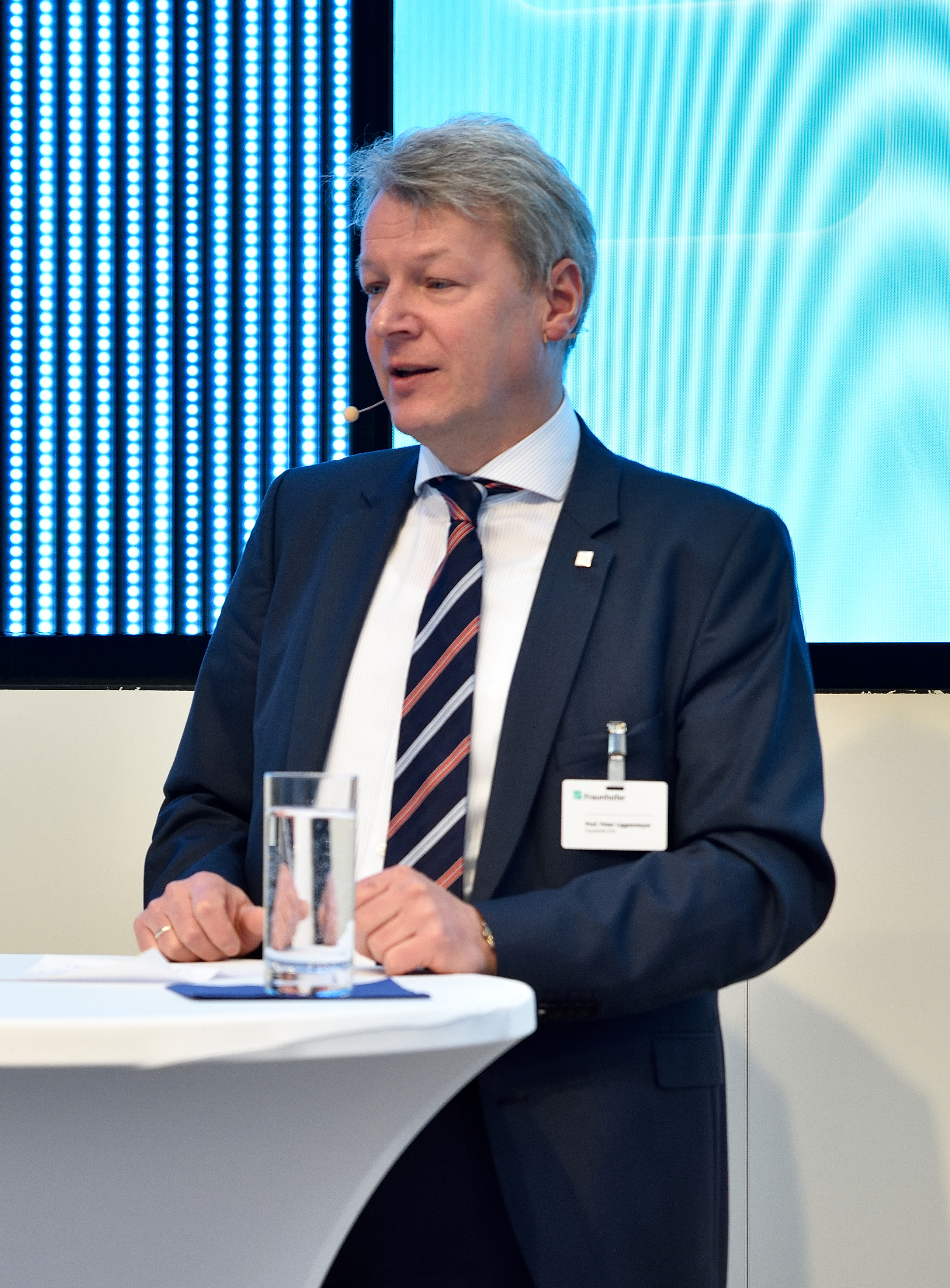
Peter Liggesmeyer bei einem Vortrag auf der CeBIT 2016

Peter Liggesmeyer (* 1963 in Paderborn) ist ein deutscher Informatiker und Hochschullehrer.

## Leben und Wirken
Peter Liggesmeyer erlangte 1988 sein Diplom in Elektrotechnik mit dem Schwerpunkt Datentechnik an der Universität Paderborn. Von 1988 bis 1992 war er als wissenschaftlicher Mitarbeiter am Lehrstuhl für Software-Technik der Ruhr-Universität Bochum tätig. 1992 wurde er an der Fakultät für Elektrotechnik und Informationstechnik dieser Universität promoviert. Er wirkte von 1993 bis 2000 als Projektleiter in der Zentralabteilung Forschung und Entwicklung der Siemens AG in München. 
Nach seiner Habilitation in Bochum im Jahr 2000 war er bis 2004 Ordinarius an der Mathematisch-Naturwissenschaftlichen Fakultät der Universität Potsdam und Leiter des Fachgebiets „Softwaretechnik“ am Hasso-Plattner-Institut (HPI). Seit 2004 hat er den Lehrstuhl „Software Engineering: Dependability“ an der Rheinland-Pfälzischen Technischen Universität Kaiserslautern-Landau (ehemals Technische Universität Kaiserslautern) inne.
Von 2004 bis 2014 war Liggesmeyer zudem wissenschaftlicher Leiter des Fraunhofer-Instituts für Experimentelles Software Engineering. Seit 2015 ist er geschäftsführender Leiter dieses Instituts. Er ist Gründer der Fraunhofer-Allianz Embedded Systems, deren Sprecher er von 2010 bis 2013 war. 
Außerdem war er von 2014 bis 2017 Präsident der Gesellschaft für Informatik. Dort war er Sprecher des Fachbereichs „Softwaretechnologie und Informationssysteme“ sowie Sprecher der Fachgruppe „Softwaretechnik“ und Mitglied des Leitungsgremiums der Fachgruppe „Test, Analyse und Verifikation von Software“.
Peter Liggesmeyer gilt als Experte auf dem Gebiet des Softwaretests und der Softwareverifikation. Er ist Autor zahlreicher Fachartikel und Fachbücher, insbesondere des Standardwerks Software-Qualität.

## Auszeichnungen
- 1993: Software-Engineering-Preis der Ernst Denert-Stiftung / Gesellschaft für Informatik e. V.[5]
- 1993: Gebr. Eickhoff-Preis der Fakultät für Elektrotechnik und Informationstechnik der Ruhr-Universität Bochum[6]

## Publikationen (Auswahl)
- Modultest und Modulverifikation – State of the Art. BI Wissenschaftsverlag, Mannheim/Wien/Zürich 1990, ISBN 3-411-14361-4.
- mit Helmut Balzert: Systematisches Testen mit Tensor. BI Wissenschaftsverlag, Mannheim/Wien/Zürich 1993, ISBN 3-411-16041-1.
- Wissensbasierte Qualitätsassistenz zur Konstruktion von Prüfstrategien für Software-Komponenten. BI Wissenschaftsverlag, Mannheim / Wien / Zürich 1993, ISBN 3-411-16491-3.
- Qualitätssicherung softwareintensiver technischer Systeme. Spektrum-Verlag, Heidelberg 2000, ISBN 3-8274-1085-1.
- Software-Qualität. Testen, Analysieren und Verifizieren von Software. Spektrum-Verlag, Heidelberg 2002; 2. Auflage 2009, ISBN 978-3-8274-2056-5.
- mit Dieter Rombach (Hrsg.): Software Engineering eingebetteter Systeme. Elsevier Spektrum-Verlag, Heidelberg/Berlin 2005, ISBN 3-8274-1533-0.
- Software in sicherheitskritischen Systemen. In: Tilo Pfeifer, Robert Schmitt (Hrsg.): Masing Handbuch Qualitätsmanagement. 6., überarbeitete Auflage. Carl Hanser Fachbuchverlag, München / Wien 2014, ISBN 978-3-446-43431-8, Kapitel 39, S. 902–917.